# Кара (регион)
Кара е един от 5-те региона на Того. Столицата на региона е град Кара. Други важни градове са Бафило, Басар и Ниамтугу. Площта е 11 630 км². Регион Кара е разделен на 7 префектури.
Населението на региона, според данните от 2017 г., е около 920 000 души.

## Граници
Регион Кара, както всички останали региони на Того граничи с Гана на запад и с Бенин на изток. Разположен е на север от централния регион на Того и на юг от регион Саван.